# Покрет Богиња
Покрет богиње је ревиталистички неопагански верски покрет који обухвата духовна веровања и праксе који су се појавили првенствено у Сједињеним Државама крајем 1960-их и претежно у западном свету током 1970-их.
Покрет Богиња је широко распрострањен нецентрализовани тренд у модерном паганизму и стога нема централизована начела веровања.  Веровања и праксе се значајно разликују међу обожаваоцима Богиње, од имена и броја богиња које се обожавају до специфичних ритуала и обреда који се користе. Неки, попут Дијанске Вике, искључиво обожавају женска божанства, али други не. Системи веровања крећу се од монотеистичких до политеистичких и пантеистичких и обухватају низ теолошких разноликости сличних оном у широј неопаганској заједници.  Уобичајено плуралистичко веровање значи да самоидентификовани обожавалац Богиње теоретски може обожавати било који број различитих женских божанстава из различитих култура и религија широм света. На основу својих карактеристика, покрет Богиње се такође назива обликом културне религиозности који је све разноврснији, географски распрострањенији и динамичнији у процесу. Према истраживању из 2000. године, процењена популација следбеника покрета Богиње састоји се од 500.000 људи у Сједињеним Државама и 120.000 људи у Уједињеном Краљевству.

## Историја
Иако корени поштовања богиња сежу дубоко у праисторију, савремени Покрет Богиња настао је у контексту другог таласа феминизма 1960-их и 1970-их година. Ауторке попут Мерлин Стоун и Ријан Ајслеј поставиле су темеље идеје да је човечанство у праисторији поштовало Велико Женско Божанство, пре него што је дошло до успостављања патријархалних монотеистичких система.
Савремени облик покрета настајао је паралелно са развојем неопаганизма, нарочито Вике, али је често био више фокусиран на феминистичку теологију него на магијску праксу.

## Основне идеје
- Поштовање женског аспекта божанства – Богиња као централна фигура.
- Повезаност са природом и циклусима живота (менструација, рађање, смрт).
- Обнова древних ритуала и празника повезаних са женским божанствима.
- Критика патријархата и залагање за духовну једнакост.
- Инспирација из митологије, архетипова и колективног несвесног (Карл Густав Јунг).

## Симболи
- Тројна богиња: девојка – мајка – старица (фазе живота жене).
- Спирала: симбол вечне промене и циклуса природе.
- Месечеви циклуси: повезаност менструалног и лунарног ритма.

## Утицај
Покрет је имао значајан утицај на:
- Развој феминистичке теологије
- Савремену уметност, поезију и перформансе
- Екофеминизам
- Популаризацију духовности ван организованих религија